# 1905 у кіно

## Фільми
- La presa di Roma

## Персоналії

### Народилися
- 1 січня — Альдо Граціаті, італійський кінооператор (пом. 1953).
- 2 січня — Луїджі Дзампа, італійський кінорежисер та сценарист (пом. 1991).
- 6 січня — Добржанська Любов Іванівна, радянська акторка театру і кіно (пом. 1980).
- 10 січня — Трусов Аркадій Васильович, радянський російський актор театру і кіно (пом. 1982).
- 13 січня — Кей Френсіс, американська театральна і кіноакторка (пом. 1968).
- 15 січня — Арнштам Лев Оскарович, радянський сценарист, кінорежисер (пом. 1979).
- 17 січня — Бондаренко Євген Васильович, український актор (пом. 1977).
- 22 січня — Єгорова Олена Георгіївна, російська акторка. Заслужена артистка Росії (1935) (пом. 1971).
- 26 січня — Первенцев Аркадій Олексійович, радянський російський письменник, сценарист (пом. 1981).
- 6 лютого — Ян Веріх, чеський комедійний актор, драматург, сценарист, письменник (пом. 1980).
- 11 лютого — Кравченко Галина Сергіївна, радянська російська акторка театру і кіно (пом. 1996).
- 14 лютого:
  - Телма Ріттер, американська акторка (пом. 1969).
  - Дедюшко Володимир Йосипович, білоруський актор театру та кіно (пом. 1973).
- 22 лютого — Тетерін Євген Юхимович, російський, радянський актор театру і кіно, режисер (пом. 1987).
- 24 лютого — Іванов Сергій Васильович, радянський російський кінооператор (пом. 1966).
- 28 лютого — Бєлоусов Михайло Михайлович, російський радянський актор (пом. 1960).
- 1 березня — Гладков Федір Дмитрович, радянський театральний і кіноактор (пом. 1975).
- 11 березня — Лапокниш Василь Гнатович, радянський український кінорежисер (пом. 1974).
- 12 березня — Сімура Такасі, японський актор (пом. 1982).
- 14 березня — Лавров Юрій Сергійович, радянський актор театру і кіно, театральний режисер (пом. 1980).
- 18 березня — Роберт Донат, британський актор театру та кіно, продюсер, режисер, сценарист (пом. 1958).
- 23 березня — Джоан Кроуфорд, американська акторка (пом. 1977).
- 28 березня — Пандро С. Берман, американський кінопродюсер (пом. 1996).
- 31 березня — Роберт Стівенсон, англійський та американський кінорежисер (пом. 1986).
- 1 квітня — Жаков Олег Петрович, російський кіноактор (пом. 1988).
- 26 квітня — Жан Віґо, французький кінорежисер (пом. 1934).
- 1 травня — Борисов Олександр Федорович, радянський актор (пом. 1982).
- 15 травня — Джозеф Коттен, американський актор (пом. 1994).
- 16 травня — Генрі Фонда, американський актор (пом. 1982).
- 21 травня — Покотило Михайло Федорович, український актор, режисер (пом. 1971).
- 25 травня:
  - Яновер Давид Захарович, радянський, український організатор кіновиробництва (пом. 1972).
  - Корнійчук Олександр Євдокимович, радянський український компартійний письменник, драматург, публіцист (пом. 1972).
- 26 травня — Первенцев Аркадій Олексійович, радянський російський письменник, сценарист(пом. 1981).
- 29 червня — Поль Франкер, французький актор (пом. 1974).
- 15 липня — Хвиля Олександр Леопольдович, український і радянський актор театру і кіно (пом. 1976).
- 27 липня:
  - Карюков Михайло Федорович, радянський оператор, кінорежисер і сценарист (пом. 1992).
  - Байкова Лідія Тихонівна, радянська російська і українська художниця кіно, художниця по костюмах (пом. 1993).
- 29 липня — Клара Боу, американська акторка (пом. 1965).
- 2 серпня — Мірна Лой, американська акторка (пом. 1993).
- 8 вересня — Генрі Вілкоксон, британський актор (пом. 1984).
- 14 вересня — Кольцатий Аркадій Миколайович, радянський кінооператор та кінорежисер (пом. 2002).
- 18 вересня — Грета Гарбо, шведська й американська акторка (пом. 1990).
- 26 вересня — Мдівані Георгій Давидович, радянський драматург та кіносценарист (пом. 1981).
- 30 вересня:
  - Гелен Міллард, американська акторка кіно (пом. 1974).
  - Майкл Павелл, англійський кінорежисер, сценарист і кінопродюсер (пом. 1990).
- 1 листопада — Альдо Фабріці, італійський актор, режисер та сценарист (пом. 1990).
- 21 листопада — Лукашевич Тетяна Миколаївна, радянська кінорежисерка і сценаристка (пом. 1972).
- 23 листопада — Максимова Олена Олександрівна, російська радянська кіноакторка (пом. 1986).
- 24 листопада — Ірвінг Аллен, продюсер та режисер театру та кіно (пом. 1987).
- 5 грудня — Отто Премінґер, американський режисер, продюсер і актор (пом. 1986).
- 9 грудня — Далтон Трамбо, американський сценарист і письменник (пом. 1976).
- 17 грудня:
  - Топчій Микола Павлович, радянський і український кінооператор (пом. 1973).
  - Хейфиц Йосип Юхимович, радянський і російський кінорежисер (пом. 1995).
- 22 грудня — П'єр Брассер, французький театральний та кіноактор (пом. 1972).
- 24 грудня — Говард Г'юз, американський промисловець-підприємець, інженер, піонер і новатор американської авіації, режисер, кінопродюсер (пом. 1976).
- 25 грудня — Пищиков Олександр Кузьмич, радянський і український кінооператор-постановник (пом. 1986).
- 30 грудня — Інагакі Хіросі, японський режисер, сценарист, продюсер та актор (пом. 1980).